# 安惠太后
安惠太后（안혜태후，?—1232年）柳氏，父亲是高丽熙宗，也是高丽高宗的王后。她和高宗是同一个曾祖父（高丽仁宗）的从兄妹。
熙宗七年（1211年），冊封爲承福宮主。高宗五年（1218年），納爲妃。生元宗、安慶公王淐、壽興宮主。十九年（1232年）六月初一薨。百官玄冠素服三日，上谥号安惠。元宗元年（1260年）追尊爲王太后。忠宣王二年元武宗降制追封高麗國王王璋曾祖母柳氏为高麗王妃。

## 家族
- 曾祖父：高丽仁宗
- 祖父：高丽神宗
- 父：高丽熙宗
- 母：成平王后任氏
- 公爹：高丽康宗（高丽仁宗的孙子，高丽明宗的儿子）
- 婆母：元德太后柳氏
- 夫：高麗高宗
- 子：高麗元宗、安慶公王淐
- 女：壽興宮主

## 电视剧
- 《武人时代》韩艺仁扮演安惠王后

## 外部連結
- 국사편찬위원회 고려사 홈페이지 （页面存档备份，存于）